# Sedgwick County, Kansas
Sedgwick County är ett administrativt område i delstaten Kansas, USA, med 498 365 invånare. Den administrativa huvudorten (county seat) är Wichita.

## Geografi
Enligt United States Census Bureau har countyt en total area på 2 614 km². 2 588 km² av den arean är land och 26 km² är vatten. McConnell Air Force Base är belägen i countyt.

### Angränsande countyn
- Harvey County - norr
- Butler County - öst
- Cowley County - sydost
- Sumner County - söder
- Kingman County - väst
- Reno County - nordväst

### Orter
- Andale
- Bel Aire
- Bentley
- Cheney
- Clearwater
- Colwich
- Derby
- Eastborough
- Garden Plain
- Goddard
- Haysville
- Kechi
- Maize
- Mount Hope
- Mulvane (delvis i Sumner County)
- Park City
- Sedgwick (delvis i Harvey County)
- Valley Center
- Viola
- Wichita (huvudort)